# Бруно Різі
Бруно Різі (6 вересня 1968) — швейцарський велогонщик.
Срібний призер Олімпійських Ігор 2004 року в медісоні, учасник 1988, 1996, 2000, 2008 років.
Чемпіон світу з трекових велоперегонів 2003 (медісон), 2007 (медісон) років, срібний призер 2004 року в медісоні, бронзовий призер 1995 року в медісоні.